# Église Sainte-Croix d'Angers
Pour les articles homonymes, voir Sainte-Croix.
L'église Sainte-Croix était située à Angers, en Maine-et-Loire.

## Histoire
L'église Sainte-Croix aurait été édifiée par l'évêque Lézin (592-608), en souvenir de la guérison de douze aveugles, et à l'endroit même de ce miracle (Vita S. Licinii) : « ecclesiam in honore sanctae Crucis » (« une église en l'honneur de la sainte croix »)
L'église est détruite vers 1800, afin d'aménager la place Sainte-Croix.

### Évolution du vocable
- Le premier vocable connu est Sainte-Croix (Vita S. Licinii).
- Une charte de Charlemagne (mars 770) fait mention du monasterio sancti Stephani (« monastère Saint-Étienne »), qui ne peut être un autre édifice que Sainte-Croix ayant changé de fonction et de vocable.
- Une cure paroissiale est installée dans l'édifice au début du XIIe siècle, et à partir de cette période l'édifice porte une double dédicace en Sainte-Croix-Saint-Étienne — et cela ne reflète pas la fusion de deux paroisses antérieures.

### Évolution du statut durant la période d'activité
- L'état originel, d'après la Vie de saint Lézin, serait une église.
- Avant 770, l'édifice est devenu un monastère.
- L'édifice redevient une église avec la création de la paroisse Sainte-Croix au début du XIIe siècle.